# Tricoma paralucida
Tricoma paralucida is een rondwormensoort uit de familie van de Desmoscolecidae. De wetenschappelijke naam van de soort is voor het eerst geldig gepubliceerd in 1987 door Decraemer W..